# Hana Laszlo
Hana Laszlo (en hebreo : חנה לסלאו; Tel Aviv, 14 de junio de 1953) es una actriz israelí. Es reconocida por haber obtenido el Premio del Festival de Cannes a la mejor actriz por la película Free Zone en el año 2005.

## Vida personal
Sus padres fueron uno de los pocos sobrevivientes del Holocausto. Entre 1972 y 1973 se desempeñó en la banda musical de las Fuerzas de Defensa de Israel. Estuvo casada con Giladi Aviv con quien tiene dos hijos. También se casó con el empresario Benny Bloch y más tarde se divorciaron. 

## Filmografía
| Año       | Película                | Papel                | Notes                               |
| --------- | ----------------------- | -------------------- | ----------------------------------- |
| 1976      | Giv'at Halfon Eina Ona  | Hermona              | de Assi Dayan                       |
| 1977      | Hatzilu Et HaMatzil     |                      | de Uri Zohar Itzik Kol              |
| 1978      | Belfer                  |                      | de Yigal Bursztyn                   |
| 1978      | Millioner Betzarot      | The Maid             | de Joel Silberg                     |
| 1981      | Am Yisrael Hai          |                      | de Assi Dayan                       |
| 1983      | Kuni Leml B'Kahir       |                      | de Joel Silberg                     |
| 2003      | Alila                   | Mali                 | de Amos Gitai .                     |
| 2004      | Ahava Ze Koev           | Eddy's Mom           | Episodio 1.1 Love Hurts             |
| 2004      | Ha-Chuliya Hachalasha   | Hostess              | Version Israeli de Weakest Link     |
| 2004–2007 | HaShir Shelanu          | Naomi Shahar/Herself | serie de TV                         |
| 2005      | Free Zone               | Hanna Ben Moshe      | de Amos Gitai .                     |
| 2008      | Shiva                   | Max                  | de Ronit Elkabetz & Shlomi Elkabetz |
| 2008      | On the Road to Tel Aviv | Hana                 | de Khen Shalem                      |
| 2008      | Adam Resurrected        | Rachel Shwester      | de Paul Schrader                    |
| 2008      | Ima'lle                 | Real estate agent    | Episodio 3.1                        |
| 2009      | Ultimatum               | Bellas               | de Alain Tasma                      |
| 2012      | Tanuchi!                | Naomi Shahar         | serie de TV                         |
| 2009      | Guyavot                 | Contesa              | de Kobi Machat                      |